# Meriah
Meriah era el nom que es donava a l'Índia a les víctimes destinades als sacrificis humans i de vegades al mateix sacrifici, especialment practicats pels khonds. D'aquest nom va derivar el de l'agència Meriah, creada pels britànics per posar fi a aquests actes a la zona entre els moderns estats d'Andhra Pradesh i Orissa.
El 1836 es va nomenar el primer agent de Meriah, i per una llei de 1839 el col·lector de Ganjam sota el títol d'agent del governador va rebre poders especial sobre les terres de muntanya i els seus habitants. L'agència Meriah va durar fins al 1861 quan fou abolida després d'aconseguir exterminar la pràctica dels sacrificis humans.